# FC 파두츠
FC 파두츠(독일어: Fußball Club Vaduz)는 현재 스위스 챌린지리그에 소속되어 있는 리히텐슈타인의 축구 클럽으로 리히텐슈타인에는 고유의 축구 리그가 존재하지 않기 때문에 리히텐슈타인의 모든 축구 클럽들은 스위스 리그에 참가하고 있으며 파두츠의 경우 한 때 오스트리아 리그에서도 활동했던 경험이 있다. 연고지는 리히텐슈타인의 수도 파두츠, 홈 경기장은 파두츠에 있는 라인파르크 슈타디온이며 현재 리히텐슈타인 컵 역대 최다 우승팀이기도 하다.

## 역사
2001-02 시즌부터 2007-08 시즌까지 무려 7시즌동안 스위스 챌린지리그에서 활동했는데 2003-04 시즌과 2004-05 시즌에는 챌린지리그 준우승을 차지하며 승격 플레이오프에 진출했음에도 승격의 문턱에서 번번이 좌절을 맛보다가 2007-08 시즌 챌린지리그 우승을 차지하며 자동 승격에 성공했지만 2008-09 시즌에는 10팀 중 최하위에 머무르며 승격 1시즌만에 다시 강등되었다.
그래도 1945년부터 시작된 리히텐슈타인 컵에서만큼은 무려 51번의 우승을 차지하며 이 대회 역대 최강팀으로서의 면모를 계속해서 굳히고 있는 상황이며 전 세계 클럽 컵대회를 통틀어 이 기록은 현재까지도 깨지지 않고 있다.

## 역대 우승 기록
- 리히텐슈타인 풋볼 챔피언십
  - 우승 (1회): 1936
- 리히텐슈타인 컵
  - 우승 (50회): 1949, 1952, 1953, 1954, 1956, 1957, 1958, 1959, 1960, 1961, 1962, 1966, 1967, 1968, 1969, 1970, 1971, 1974, 1980, 1985, 1986, 1988, 1990, 1992, 1995, 1996, 1998, 1999, 2000, 2001, 2002, 2003, 2004, 2005, 2006, 2007, 2008, 2009, 2010, 2011, 2013, 2014, 2015, 2016, 2017, 2018, 2019, 2022, 2023, 2024
  - 준우승 (13회): 1946, 1947, 1948, 1950, 1951, 1955, 1972, 1977, 1984, 1987, 1991, 1997, 2012

- 스위스 챌린지리그
  - 우승 (3회): 2002-03, 2007-08, 2013-14
  - 준우승 (3회): 2003-04, 2004-05, 2019-20

## 유럽 대회 성적
| 시즌      | 대회            | 라운드    | 클럽                             | 결과     |
| --------- | --------------- | --------- | -------------------------------- | -------- |
| 1992-93   | UEFA 컵위너스컵 | 예선전    | 초르노모레츠 오데사              | 0-5, 1-7 |
| 1995-96   | UEFA 컵위너스컵 | 예선전    | 흐라데츠크랄로베                 | 0-5, 1-9 |
| 1996-97   | UEFA 컵위너스컵 | 예선전    | 우니베르시타테 리가 (5-3p)       | 1-1, 1-1 |
|           |                 | 1회전     | 파리 생제르맹                    | 0-4, 0-3 |
| 1998-99   | UEFA 컵위너스컵 | 예선전    | 헬싱보리 IF                      | 0-2, 0-3 |
| 1999-2000 | UEFA컵          | 예선전    | FK 보되/글림트                   | 0-1, 1-2 |
| 2000-01   | UEFA컵          | 예선전    | 아미카 브론키                    | 0-3, 3-3 |
| 2001-02   | UEFA컵          | 예선전    | NK 바르텍스                      | 3-3, 1-6 |
| 2002-03   | UEFA컵          | 예선전    | 리빙스턴 FC                      | 1-1, 0-0 |
| 2003-04   | UEFA컵          | 예선전    | FC 드니프로 드니프로페트로우스크 | 0-1, 0-1 |
| 2004-05   | UEFA컵          | 예선1회전 | 롱퍼드 타운 FC                   | 1-0, 3-2 |
|           |                 | 예선2회전 | KSK 베베렌                       | 1-3, 1-2 |
| 2005-06   | UEFA컵          | 예선1회전 | FC 다키아 키시너우               | 2-0, 0-1 |
|           |                 | 예선2회전 | 베식타시 JK                      | 0-1, 1-5 |
| 2006-07   | UEFA컵          | 예선1회전 | 우이페슈트 FC                    | 4-0, 0-1 |
|           |                 | 예선2회전 | FC 바젤                          | 0-1, 2-1 |
| 2007-08   | UEFA컵          | 예선1회전 | FC 디나모 트빌리시               | 0-2, 0-0 |
| 2008-09   | UEFA컵          | 예선1회전 | 즈린스키 모스타르                | 1-2, 0-3 |

 주: 굵게 표시된 것이 홈경기이다. 

## 선수 명단

### 현역
참고: FIFA 자격 규정에 따라 소속된 국가대표팀 국기를 표시합니다. 선수는 복수의 FIFA 비회원국 국적을 가지고 있을 수 있습니다.
| 번호 | 포지션 | 국적         | 이름          |
| ---- | ------ | ------------ | ------------- |
| 1    | GK     | 리히텐슈타인 | 벤자민 뷔헬   |
| 5    | DF     |              | 리리돈 베리샤 |
| 11   | MF     |              | 다닐로 델토로 |
| 14   | DF     |              | 미샤 비엘리   |

| 번호 | 포지션 | 국적 | 이름            |
| ---- | ------ | ---- | --------------- |
| 19   | FW     |      | 하비 나바로     |
| 22   | MF     |      | 미샤 에버하드   |
| 23   | FW     |      | 파브리지오 카벤 |
| 27   | DF     |      | 파비안 스퇴버   |
| 29   | FW     |      | 조나단 드 도노  |

## 역대 감독
| 감독                | 임기      |
| ------------------- | --------- |
| 하인츠 헤르만       | 2007~2008 |
| 피에르 리트바르스키 | 2008~2010 |
| 마리오 프리크       | 2017~2018 |
| 마리오 프리크       | 2018~2021 |
| 마르틴 슈토클라자   | 2023~2024 |
| 마르크 슈나이더     | 2024~     |